# Dorfkirche Berlinchen

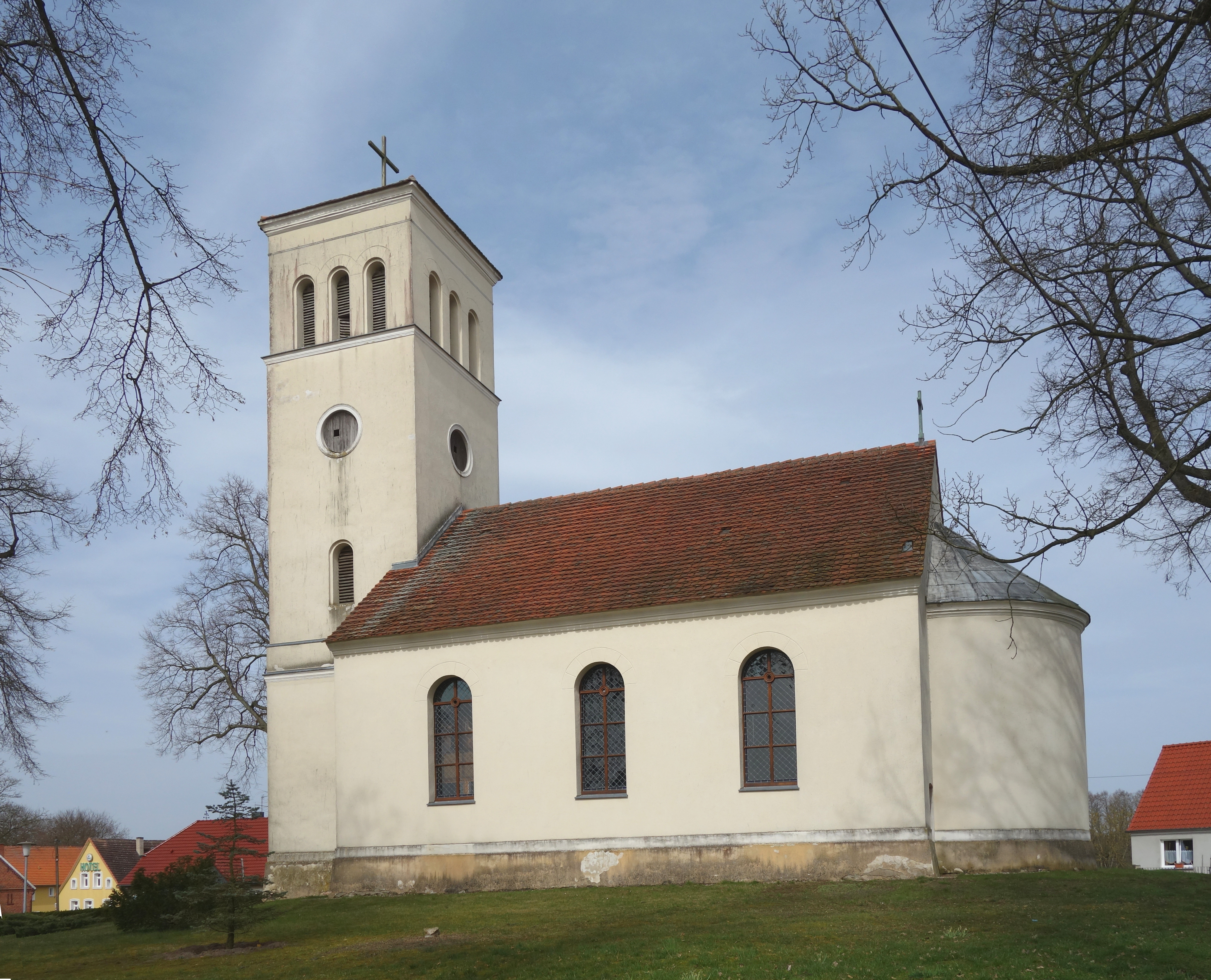
Dorfkirche Berlinchen

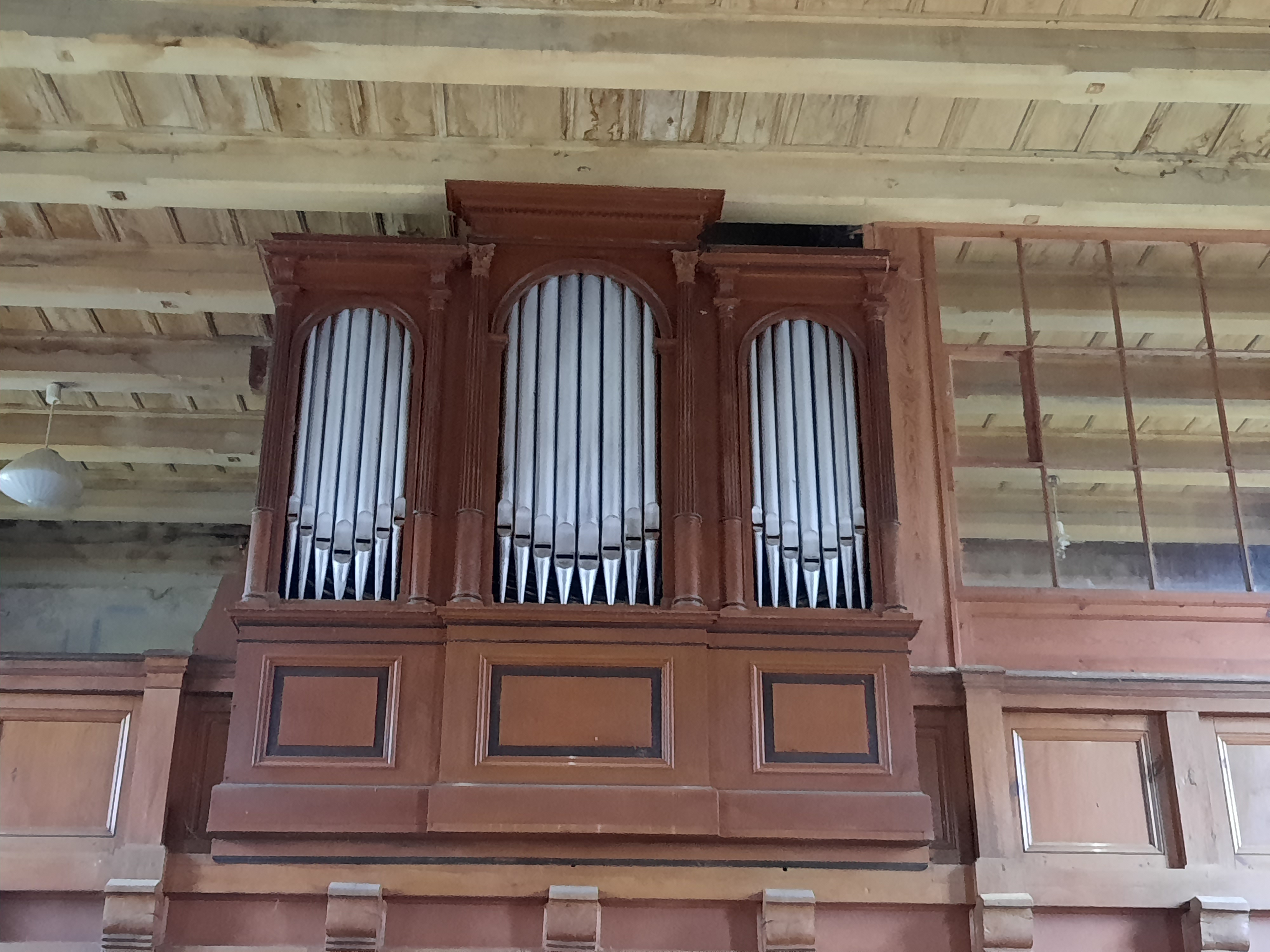
Hollenbach-Orgel

Die evangelische, denkmalgeschützte Dorfkirche Berlinchen steht in 
Berlinchen, einem Ortsteil der Stadt Wittstock/Dosse im Landkreis Ostprignitz-Ruppin von Brandenburg. Die Kirchengemeinde gehört zum Kirchenkreis Wittstock-Ruppin im Sprengel Potsdam der Evangelischen Kirche Berlin-Brandenburg-schlesische Oberlausitz.

## Beschreibung
Die neuromanische Saalkirche im Rundbogenstil wurde 1852/53 errichtet. Sie besteht aus einem Langhaus, das mit einem Satteldach bedeckt ist, einer halbkreisförmigen Apsis im Osten und einem Kirchturm auf quadratischem Grundriss im Westen. In seinem obersten Geschoss steht der Glockenstuhl, in dem seit 1922 drei Gussstahlglocken hängen. Darauf sitzt ein Pyramidendach. 
Die Kirchenausstattung stammt aus der Bauzeit. Die Orgel mit neun Registern, einem Manual und Pedal wurde 1899 von Albert Hollenbach gebaut.